# Jennie Augusta Brownscombe
Jennie Augusta Brownscombe (Honesdale, Pensilvania, 10 de diciembre de 1850- Queens, 5 de agosto de 1936) fue una pintora estadounidense. Nació en la región rural del noreste de Pensilvania, hija de un granjero inglés. Se ganó la vida enseñando, así como ilustrando libros. Empleaba tanto la acuarela como el óleo. Los temas con los que tuvo gran éxito fueron las escenas sentimentales y la pintura de historia. Fue una de las fundadoras de la Liga de Estudiantes de Arte de Nueva York en 1875. 
En la colección permanente del Museo Nacional de Mujeres Artistas, en Washington D. C., se conservan Interior Scene y Love's Young Dream (Joven sueño de amor), 1887.

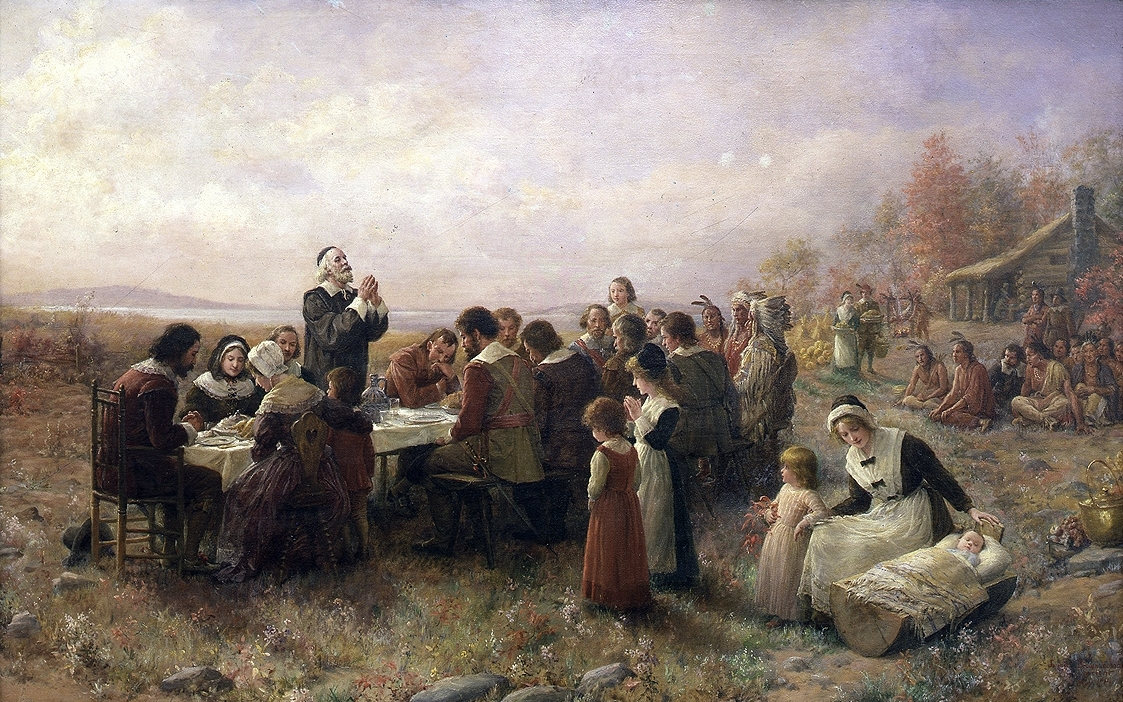
The First Thanksgiving at Plymouth por Jennie A. Brownscombe (1914). Museo Pilgrim Hall.

## Obra
- A Frolic, acuarela, de 1876[1]
- A Rest by the Way, blanco y negro, de 1879[2]
- A Spring Day, pintura[3]
- A Walk in the Woods, pintura[4]
- A Welcome Step, de 1902[5]
- An Argument, óleo[6]
- Apple Orchards in May, óleo, Museum of Art, Colby College, Waterville, Maine[6]
- At the County Fair, dibujo a lápiz, de 1875[7]
- Awaiting the Victor, de 1892[5]
- Berry Pickers, óleo, Private Collection, Cleveland, Ohio, vendido en Bonhams May 3, 2017[6]
- Blossom Time, pintura, 1888[6]
- Child with Flowers in Apron (Mrs. Bud Dodge), watercolor, finales del siglo XIX, Wayne County Historical Society[6]
- Colonial Children and School, óleo, principios del siglo XX[6]
- Cora Sears at Age Five, óleo, c. 1875, Wayne County Historical Society, Honesdale, Pennsylvania[6]
- Crown, Scepter, and Kingdom, acuarela, de 1875[8]
- Dawn's Early Light, Francis Scott Key, Baltimore Harbor, óleo, principios del siglo XX
- Day-dreams, pintura, de 1874[3]
- Dr. O.W. Holmes' "Elsie Verner", pintura[3]
- Easter Morn, óleo[6]
- First Thanksgiving at Plymouth (study), c. 1910[6]
- First Thanksgiving at Plymouth, 1914, Pilgrim Hall Museum[6]
- George Hall-Brownscombe Studio, acuarela, c. 1912, Wayne County Historical Society[6]
- Girl in Wheat, óleo, before 1898, Wayne County Historical Society, Honesdale, Pennsylvania[6]
- Goose Girl, óleo, 1882, Lincoln School, Honesdale, Pennsylvania[6]
- Grecian Artist, de 1894[5]
- Guinevere at Camelot, acuarela, Raydon Gallery, New York New York[6]
- Happy Childhood, pintura, de 1878[9]
- Homecoming, óleo, 1885[6]
- In an Art Gallery, óleo, finales del siglo XIX, Lincoln School, Honesdale, Pennsylvania[6]
- In Anticipation of the Invitation, 1888
- In the Garden, óleo, vendido en Sotheby's 1980[6]
- Joy of Their Old Age, óleo, before 1885[6]
- Love Letter, pintura, vendido en Christie's 1982[6]
- Love's Young Dream, óleo sobre lienzo, 1887, National Museum of Women in the Arts[6]
- Marriage of George and Martha Washington
- Materfamilias, acuarela, de 1875[8]
- Maternal Admonitions, acuarela, de 1876[1]
- May Day, acuarela, 1896, Museo de Arte de Newark, New Jersey[6]
- Medication, de 1901[5]
- Minute Men Called to Arms, óleo, c. 1912[6]
- Papa's Come Home!, pintura[10]
- Peaceful Mount Vernon, óleo, c. 1905[6]
- Portrait of a Young Lady, Kate Miner, óleo, finales del siglo XIX, Wayne County Historical Society[6]
- Scenes from Honesdale, Pennsylvaniam óleo, c. 1900[6]
- Songs of Love, de 1892[5]
- Story of the Battle, de 1894[5]
- Summer Flowers, acuarela, de 1879[2]
- Sunday Morning in Sleepy Hollow, de 1902[5]
- Sunday Morning, óleo, 1882, Wayne County Historical Society, Honesdale, Pennsylvania[6]

- The Choir Boys, óleo, Cornell Fine Arts Museum, Rollins College, Winter Park, Florida[6]
- The Coquette, óleo, vendido en Sotheby's 1984[6]
- The Event of the Season, Elsie Venner, Chap. 19, pintura, de 1874[3]
- The First Meeting of Colonel Washington and Mrs. Curtis, four-color print made from a c. 1919 pintura, Gerlach Barklow Company, Joliet Illinois
- The Gleaners, de 1902[5]
- The Great Convention, óleo, c. 1910, Franklin National Bank, Franklin Square, New York[6]
- The Last Look, pintura, de 1884[11]
- The New Scholar, óleo sobre lienzo, 1897, Gilcrease Museum, University of Tulsa[12]
- The Parson's Bride[5]
- The Peace Ball, óleo sobre lienzo, 1897, Newark Museum, New Jersey
- Venus Mirror, de 1892[5]
- Washington Bidding Farewell to His Generals[5]
- Washington Greeting Lafayette at Mount Vernon, óleo, principios del siglo XX, Lafayette College, Easton, Pennsylvania[6]
- Washington Taking Leave of his Officers, óleo, principios del siglo XX, Lafayette College, Easton, Pennsylvania[6]
- Washingtons at Monticello, óleo, principios del siglo XX. Mary and George Washington with Thomas Jefferson, Wayne County Historical Society, Honesdale, Pennsylvania[6]
- Washington's Home Life at Newbergh Headquarters, óleo, principios del siglo XX[6]
- Woman at Spinning Wheel, pintura[6]
- Yes Mother, in a minute!, pintura, de 1874[3]
- You Can't Go, blanco y negro, de 1879[2]